# هاري كاري
هاري كاري (بالإنجليزية: Harry Carey Jr.)‏ (و. 1921 – 2012 م) هو ممثل، وممثل تلفزيوني، من الولايات المتحدة الأمريكية، ولد في سانتا كلاريتا، كاليفورنيا، توفي في سانتا باربارا، كاليفورنيا، عن عمر يناهز 91 عاماً.

## الخدمة العسكرية
خدم في بحرية الولايات المتحدة.

## وصلات خارجية
- هاري كاري على موقع IMDb (الإنجليزية)
- هاري كاري على موقع ألو سيني (الفرنسية)
- هاري كاري على موقع تيرنر كلاسيك موفيز (الإنجليزية)
- هاري كاري على موقع أول موفي (الإنجليزية)
- هاري كاري على موقع قاعدة بيانات الأفلام السويدية (السويدية)
- هاري كاري على موقع إن إن دي بي (الإنجليزية)
- هاري كاري على موقع قاعدة بيانات الفيلم (الإنجليزية)
- هاري كاري على موقع كينوبويسك (الروسية)